# Tunnelpatin

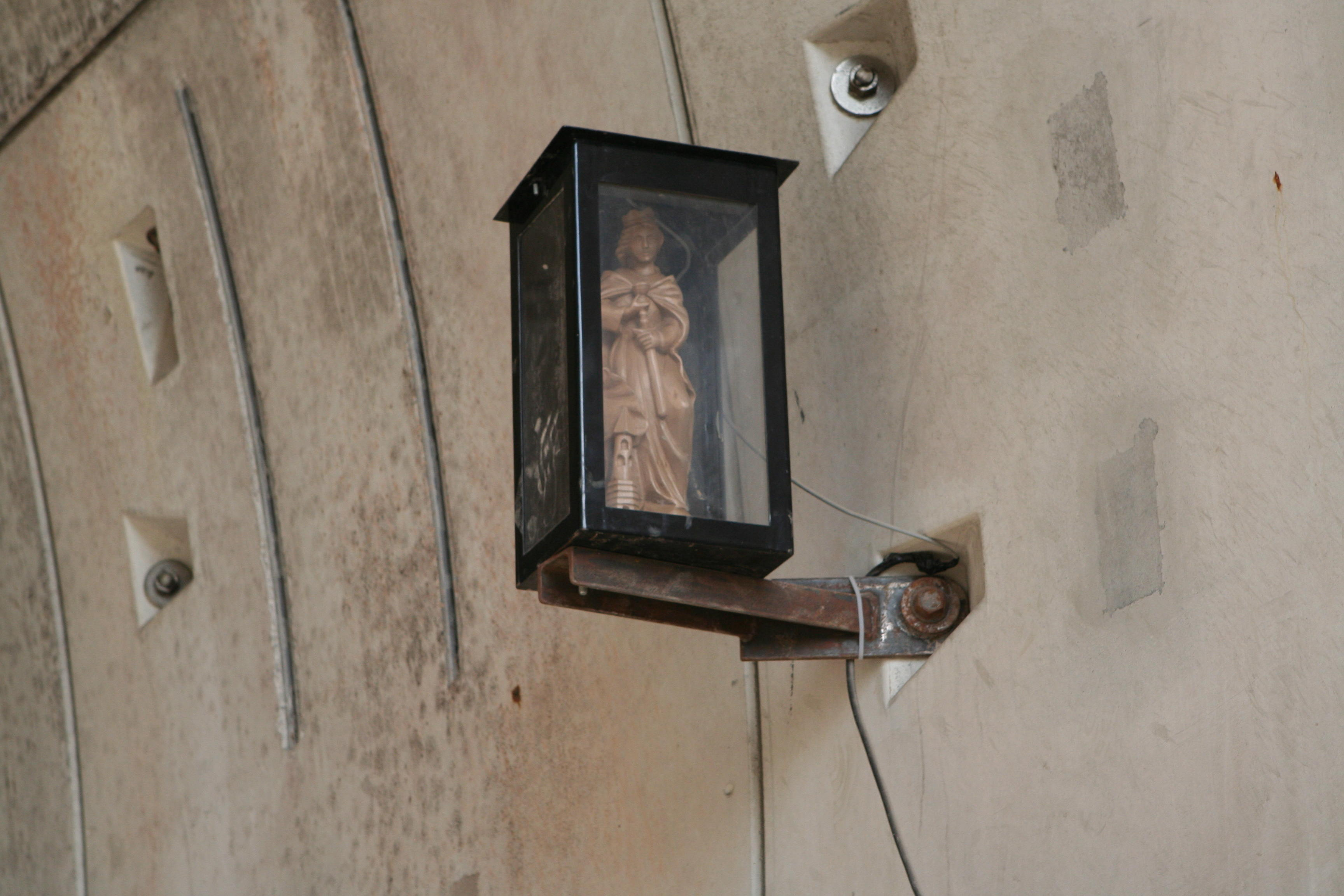
Statue der Heiligen Barbara am Südportal des Finnetunnels während der Bauphase.

Als Tunnelpatin wird eine Frau bezeichnet, die während der Bauphase eines Tunnels dessen Patenschaft übernimmt. Sie ist fortan während der Bauphase die irdische Vertreterin der Heiligen Barbara, der Schutzpatronin der Bergleute. Sie soll den Mineuren Glück bringen. Die Patenschaft in der Bergbau- und Montanistentradition ist immer weiblich.
Die Patin wird in der Regel im Rahmen des symbolischen Tunnelanschlags in ihr Ehrenamt eingeführt. Dabei löst sie typischerweise (bei Sprengvortrieb) die erste Sprengung bzw. (bei Baggervortrieb) den ersten Abschlag aus. Erfolgt der Vortrieb per Tunnelvortriebsmaschine, kann diese symbolisch in Gang gesetzt werden.
Im Laufe der Vortriebsarbeiten besuchen die Tunnelpatinnen üblicherweise die Baustelle, insbesondere am 4. Dezember jeden Jahres, dem Gedenktag der Heiligen Barbara, an dem die Vortriebsarbeiten ruhen.
Während der Bauzeit werden Tunnel üblicherweise mit dem Vornamen der Patin bezeichnet.
Beim Maschinenvortrieb tragen mitunter auch die verwendeten Tunnelvortriebsmaschinen den Vornamen der Tunnelpatin. Mit der Inbetriebnahme des Tunnels endet das Amt der Patin.
Der Brauch der Tunnelpatin ist hauptsächlich in Deutschland und Österreich bekannt, fasst aber wegen des Einsatzes internationaler Baukonsortien auch in anderen Ländern Fuß, so etwa in der Schweiz, in Bulgarien oder in Schweden.

## Tunnelpatinnen

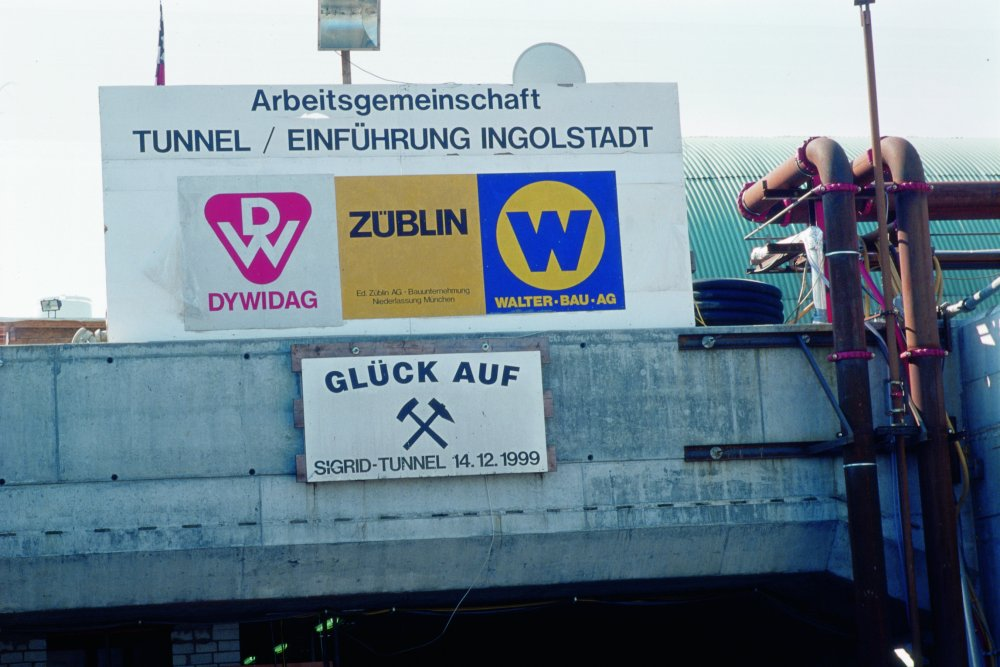
Baustellenschild in der Bauphase des Auditunnels (2001). Das Bauwerk wurde während des Vortriebs nach seiner Patin, Sigrid Paefgen, als Sigrid-Tunnel bezeichnet.

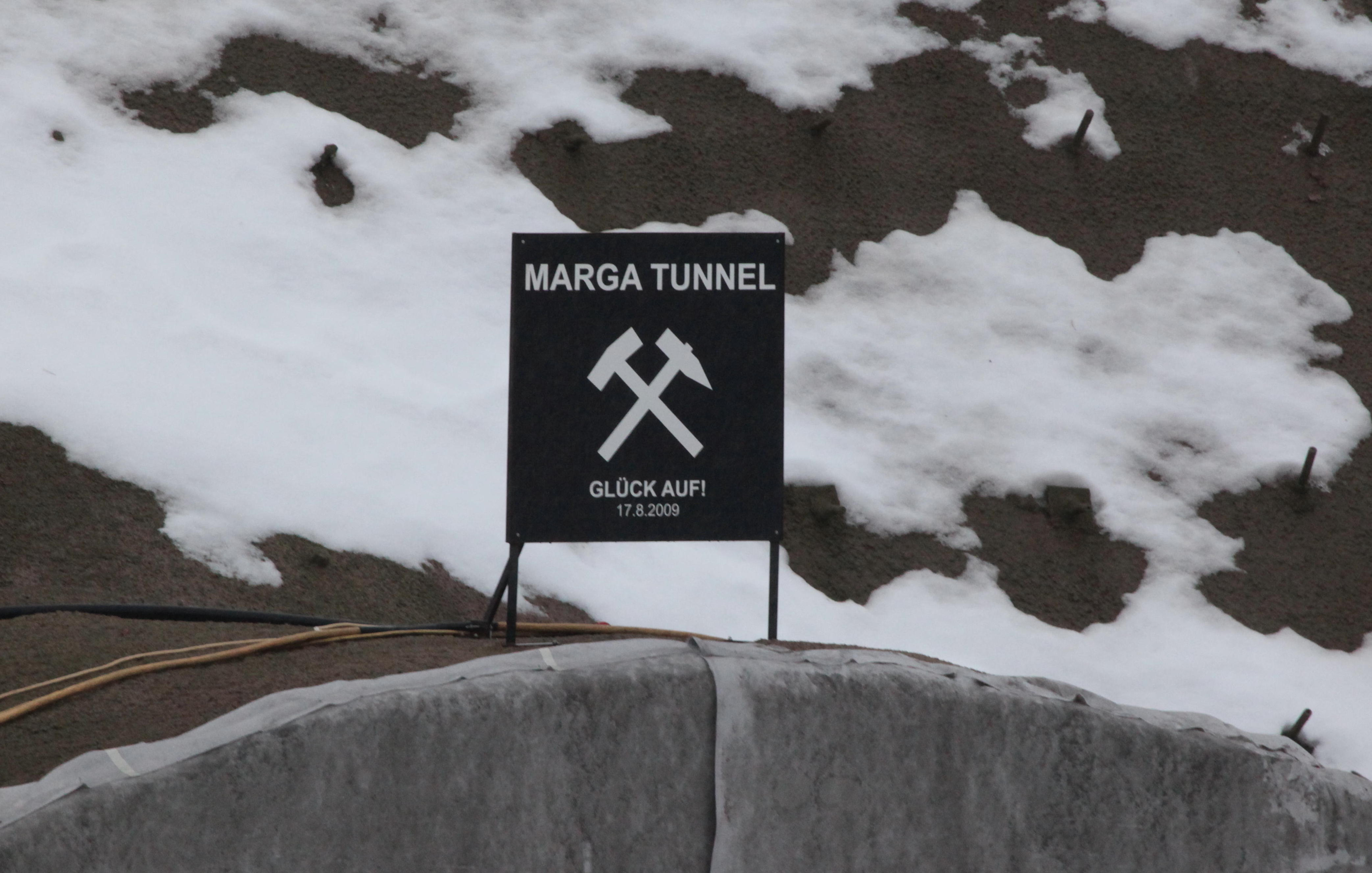
Die Patenschaft für den Tunnel Reitersberg hat Marga Beckstein übernommen. Der Tunnel wird demnach in der Bauphase als Marga-Tunnel bezeichnet.

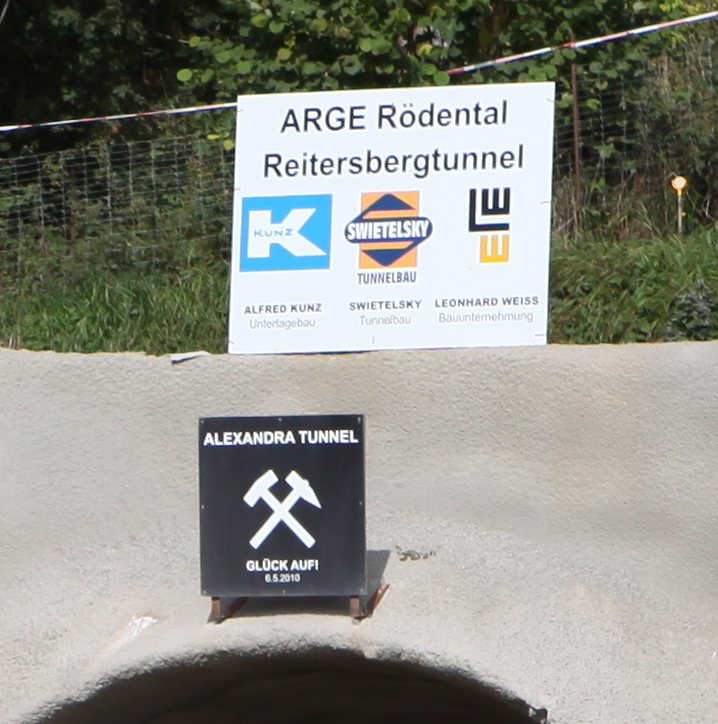
Die Patenschaft für den Rettungsstollen des Tunnels Reitersberg hat Alexandra übernommen.

Als Tunnelpatinnen werden bei Tunnelprojekten oftmals Politikerinnen oder Ehefrauen von Politikern ausgewählt. Seltener werden Vertreterinnen der Wirtschaft bzw. die Ehefrauen von Wirtschaftsvertretern mit dieser Aufgabe betraut. Bei sehr kleinen Projekten (beispielsweise auch bei Querschlägen) übernehmen mitunter auch Mitarbeiterinnen der Baufirmen die Funktion. Vereinzelt sind auch andere Frauen des öffentlichen Lebens Tunnelpatin (beispielsweise beim Dernbacher Tunnel).
In den vergangenen Jahren haben in Deutschland unter anderem folgende Frauen Patenschaften für Großprojekte übernommen:
- Hannelore Kohl – Tiergartentunnel Berlin (Nord), 1997
- Christiane Herzog – Rennsteigtunnel, Autobahn A71, 1998
- Roswitha Wiesheu – Tunnel Irlahüll (Hochgeschwindigkeitsstrecke Nürnberg–Ingolstadt), 1999
- Christina Rau – Tunnel Nord-Süd-Fernbahn (Berlin), 1999
- Karin Strempel – Schottenbergtunnel Meissen, Bundesstraße 101, 2004
- Katharina Althaus – Tunnel Schmücke, Autobahn A71, 2005
- Inken Oettinger – Katzenbergtunnel, Neu- und Ausbaustrecke Karlsruhe–Basel, 2005
- Ulla Schmidt – Buschtunnel, Bahnstrecke Liège–Aachen, 2005
- Angelika Meeth-Milbradt – City-Tunnel Leipzig, 2007
- Ingeborg Junge-Reyer – U-Bahn-Tunnel Unter den Linden, Berlin, 2007
- Charlotte Hopf – U-Bahn-Tunnel Alexanderplatz – Brandenburger Tor, Berlin, 2013
- Tülay Schmid – Fildertunnel für Stuttgart 21 2014[6]

in Österreich:
- Gabi Burgstaller – Lieferinger Tunnel der Westautobahn 2001 und 2. Tunnelröhre des Tauerntunnels der Tauernautobahn 2006[7]
- Margit Fischer – Wienerwaldtunnel[8]
- Hella Ranner – Koralmtunnel Eisenbahntunnel Steiermark-Kärnten 2010
- Doris Bures – Semmering-Basistunnel

in der Schweiz:
- Yvonne Dünser – Neubau Albulatunnel II 2015